# Ѳ
Ѳ, ѳ (fita) é uma letra do antigo alfabeto cirílico, originária da letra grega Θ (theta). Era usada para escrever nomes próprios derivados do grego; visto que os russos os pronunciavam o som /f/ no lugar do /θ/, acabou sendo substituída pela letra ф (ef) em 1918. Em muitas outras línguas eslavas, o fita era pronunciado como /t/, e foi substituída pelo Т (te).
O fita não deve ser confundido com a vogal Ө, usada no cazaque, tuvan, e mongol.